# Agua Prieta (kommun)
Agua Prieta är en kommun i Mexiko.   Den ligger i delstaten Sonora, i den nordvästra delen av landet, 1 700 km nordväst om huvudstaden Mexico City.
Följande samhällen finns i Agua Prieta:
- Agua Prieta